# يوهان لندسبرغ
يوهان لندسبرغ (بالسويدية: Johan Landsberg) مواليد 30 ديسمبر 1974 في ستوكهولم، هو لاعب كرة مضرب سويدي سابق بدأ مسيرته كمحترف سنة 1997 وكان يلعب باليد اليمنى. أعلى تصنيف له في الفردي كان المركز الـ 513 في سنة 1999. أعلى تصنيف له في الزوجي كان المركز الـ 48 في سنة 2000.

## النهائيات

### الزوجي: 3 (2–1)
| الحصيلة | الرقم | السنة | الدورة                       | الأرضية | الشريك          | المنافس في النهائي                        | النتيجة في النهائي    |
| ------- | ----- | ----- | ---------------------------- | ------- | --------------- | ----------------------------------------- | --------------------- |
| الفوز   | 1.    | 2000  | بطولة مارسيليا للتنس, فرنسا  | صلبة    | سيمون أسبلين    | خوان إجناسيو كاراسكو خايرو فيلاسكو جونيور | 7–6(7–2), 6–4         |
| الوصافة | 2.    | 2001  | ميلان, إيطاليا               | سجاد    | توم فانهودت     | بول هارهويس سجينغ شالكن                   | 6–7(5–7), 6–7(4–7)    |
| الفوز   | 3.    | 2001  | بطولة بوخارست للتنس, رومانيا | ترابية  | ألكسندر كيتينوف | بابلو البانو مارك كيفن غولنر              | 6–4, 6–7(5–7), [10–6] |

## روابط خارجية
- يوهان لندسبرغ على موقع رابطة محترفي التنس (الإنجليزية)
- يوهان لندسبرغ على موقع الاتحاد الدولي لكرة المضرب (الإنجليزية)
- يوهان لندسبرغ على موقع خلاصة التنس.كوم (الإنجليزية)